# Cigré
Cigré ist die Abkürzung für Conseil International des Grands Réseaux Électriques (franz. Internationaler Rat für große elektrische Netze) und bezeichnet eine internationale technisch-wissenschaftliche Organisation für den Informationsaustausch von Fachleuten im Bereich elektrische Energieübertragung und -Versorgung.

Logo

Hauptsitz der CIGRE (so die internationale Schreibweise) ist Paris, wo sie 1921 als gemeinnützige Organisation gegründet wurde. Ihre inzwischen weltweite Anerkennung verdankt sie vornehmlich ihrem hohen fachlichen Niveau und der Qualität der Ergebnisse. Das schlägt sich in der wachsenden Zahl der Mitglieder nieder: Im Jahr 2003 gab es ca. 5000 persönliche Mitglieder aus 80 Ländern, 2014 bereits 8000 Mitglieder aus 90 Ländern. Auch Hochschulen, Unternehmen und andere Institutionen können als „korporative Mitglieder“ die Arbeit der CIGRE unterstützen, 2014 waren es 1100.
Wichtige Austauschplattform ist die jeweils in geradzahligen Jahren in Paris stattfindende einwöchige Cigré-Konferenz (Cigré Session). In ungeradzahligen Jahren werden die Cigré-Symposien an wechselnden Orten veranstaltet.
Die Hauptaktivität ist jedoch die kontinuierliche Arbeit der Studienkomitees (Study Committees, Comités d'Etudes). Es existieren 16 Komitees, die wiederum jeweils aus mehreren Arbeitsgruppen (Working Groups, Groupes de Travail) bestehen. Diese Arbeitsgruppen befassen sich mit jeweils relativ eng abgesteckten Themengebieten und erstellen dazu Veröffentlichungen, üblicherweise mit Richtlinien-Charakter. Derzeit sind über 2500 Experten in über 200 Arbeitsgruppen aktiv. Deutschland ist mit ca. 5 % einer der größten Mitgestalter.
Die Arbeit der Cigré, namentlich die Pflege der Mitgliedschaft, wird in vielen Ländern durch nationale Komitees (National Committees, Comités Nationaux) unterstützt. Die deutsche Zuarbeit wird im „DK CIGRE“ koordiniert unter dem Dach des VDE, in Österreich ist das „ÖNC“ zuständig im Rahmen des OVE, die Schweiz hat ein „Nationalkomitee Cigré“ eingerichtet beim Verband Electrosuisse.

## Interne Organisation
Die technisch-wissenschaftliche Verbandsarbeit findet unter der Führung des Technischen Komitees (Technical Committee, Comité Technique) in folgenden 16 Studienkomitees statt:
- A1 Rotating Electrical Machines
- A2 Transformers
- A3 High Voltage Equipment
- B1 Insulated Cables
- B2 Overhead Lines
- B3 Substations
- B4 HVDC and Power Electronics
- B5 Protection and Automation
- C1 System Development and Economics
- C2 System Control and Operation
- C3 System Environmental Performance
- C4 System Technical Performance
- C5 Electricity Markets and Regulation
- C6 Distribution Systems and Dispersed Generation
- D1 Materials and Emerging Technologies
- D2 Information Systems and Telecommunications